# Liste der Kantone im Département Haute-Saône
Das Département Haute-Saône liegt in der Region Bourgogne-Franche-Comté in Frankreich. Es untergliedert sich in zwei Arrondissements mit 17 Kantonen (französisch cantons).

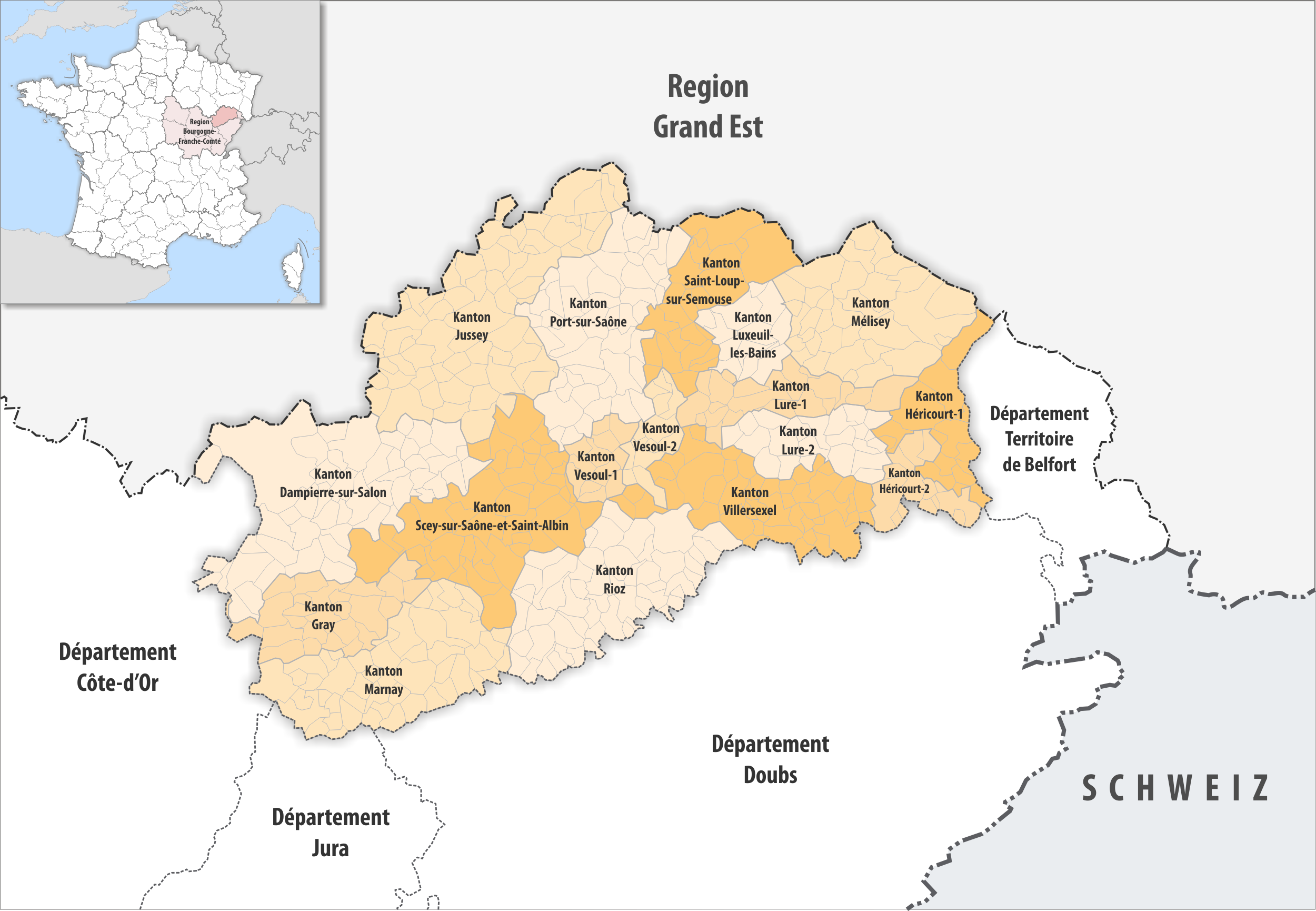
Gemeinden und Kantone im Département Haute-Saône

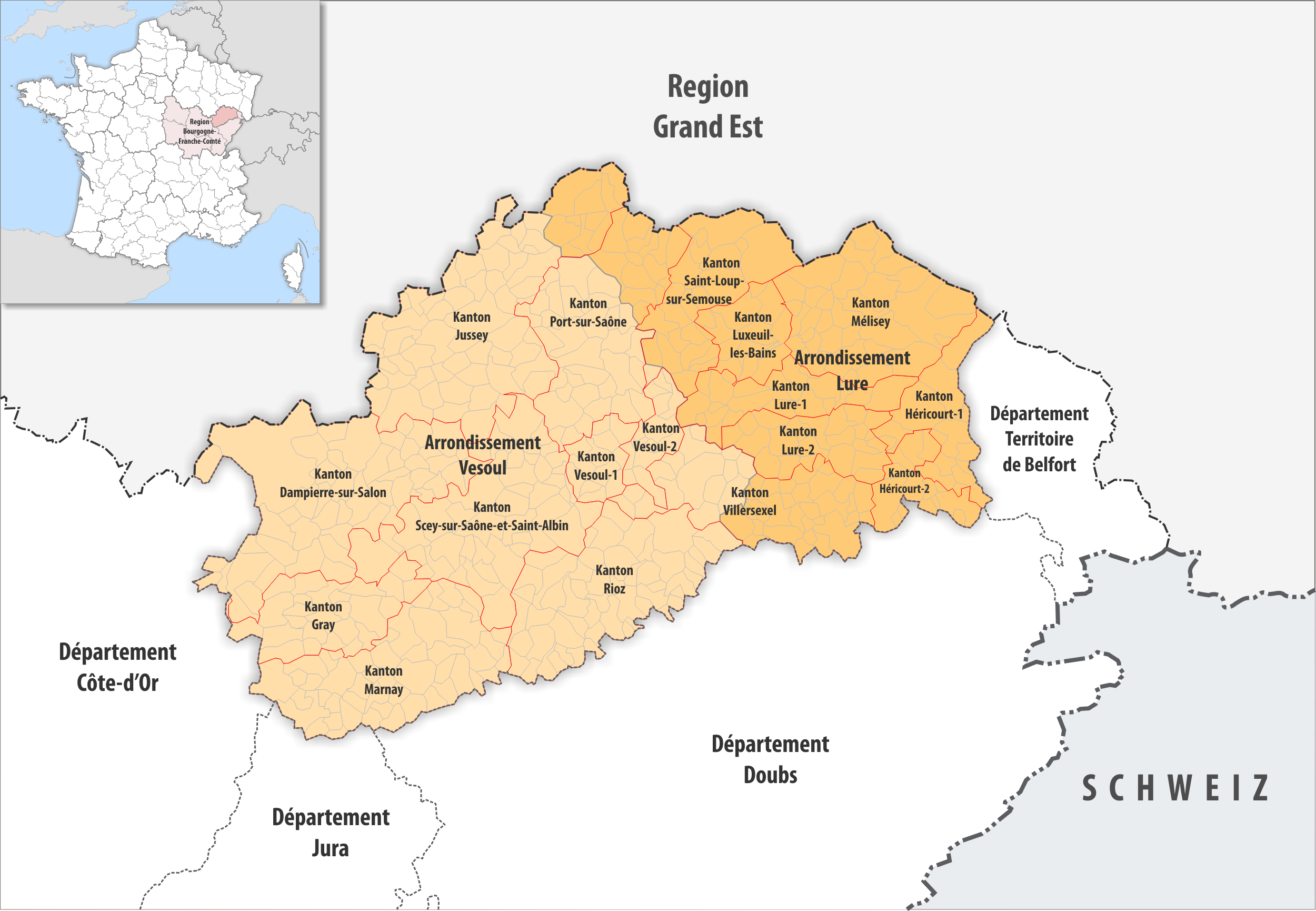
Gemeinden, Arrondissemente und Kantone im Département Haute-Saône

| Kanton                        | Gemeinden | Einwohner 1. Januar 2022 | Fläche km² | Dichte Einw./km² | Code INSEE | Arrondissement(e) |
| ----------------------------- | --------- | ------------------------ | ---------- | ---------------- | ---------- | ----------------- |
| Dampierre-sur-Salon           | 50        | 10.716                   | 632,54     | 17               | 7001       | Vesoul            |
| Gray                          | 24        | 13.803                   | 232,98     | 59               | 7002       | Vesoul            |
| Héricourt-1                   | 14 1⁄2    | 15.574                   | 172,65     | 90               | 7003       | Lure              |
| Héricourt-2                   | 13 1⁄2    | 13.194                   | 109,25     | 121              | 7004       | Lure              |
| Jussey                        | 65        | 11.608                   | 674,24     | 17               | 7005       | Lure, Vesoul      |
| Lure-1                        | 20 1⁄2    | 13.435                   | 182,51     | 74               | 7006       | Lure              |
| Lure-2                        | 21 1⁄2    | 12.957                   | 180,15     | 72               | 7007       | Lure              |
| Luxeuil-les-Bains             | 11 1⁄2    | 14.127                   | 124,80     | 113              | 7008       | Lure              |
| Marnay                        | 49        | 15.482                   | 439,63     | 35               | 7009       | Vesoul            |
| Mélisey                       | 33        | 10.677                   | 415,58     | 26               | 7010       | Lure              |
| Port-sur-Saône                | 46        | 13.906                   | 445,92     | 31               | 7011       | Lure, Vesoul      |
| Rioz                          | 52        | 16.751                   | 454,95     | 37               | 7012       | Vesoul            |
| Saint-Loup-sur-Semouse        | 22 1⁄2    | 14.670                   | 277,70     | 53               | 7013       | Lure, Vesoul      |
| Scey-sur-Saône-et-Saint-Albin | 44        | 12.389                   | 494,61     | 25               | 7014       | Vesoul            |
| Vesoul-1                      | 11 1⁄2    | 16.809                   | 84,87      | 198              | 7015       | Vesoul            |
| Vesoul-2                      | 12 1⁄2    | 16.032                   | 84,30      | 190              | 7016       | Vesoul            |
| Villersexel                   | 45        | 11.790                   | 353,40     | 33               | 7017       | Lure, Vesoul      |
| Département Haute-Saône       | 536       | 233.920                  | 5.360,08   | 44               | 70         | –                 |

## Liste ehemaliger Kantone
Bis zum Neuzuschnitt der französischen Kantone im März 2015 war das Département Haute-Saône wie folgt in 32 Kantone unterteilt:
| Arrondissement | Kantone |
| -------------- | --- |
| Lure           | Champagney, Faucogney-et-la-Mer, Héricourt-Est, Héricourt-Ouest, Lure-Nord, Lure-Sud, Luxeuil-les-Bains, Mélisey, Saint-Loup-sur-Semouse, Saint-Sauveur, Saulx, Vauvillers, Villersexel                                                                     |
| Vesoul         | Amance, Autrey-lès-Gray, Champlitte, Combeaufontaine, Dampierre-sur-Salon, Fresne-Saint-Mamès, Gray, Gy, Jussey, Marnay, Montbozon, Noroy-le-Bourg, Pesmes, Port-sur-Saône, Rioz, Scey-sur-Saône-et-Saint-Albin, Vesoul-Est, Vesoul-Ouest, Vitrey-sur-Mance |